# Pfarrkirche Kirchfidisch

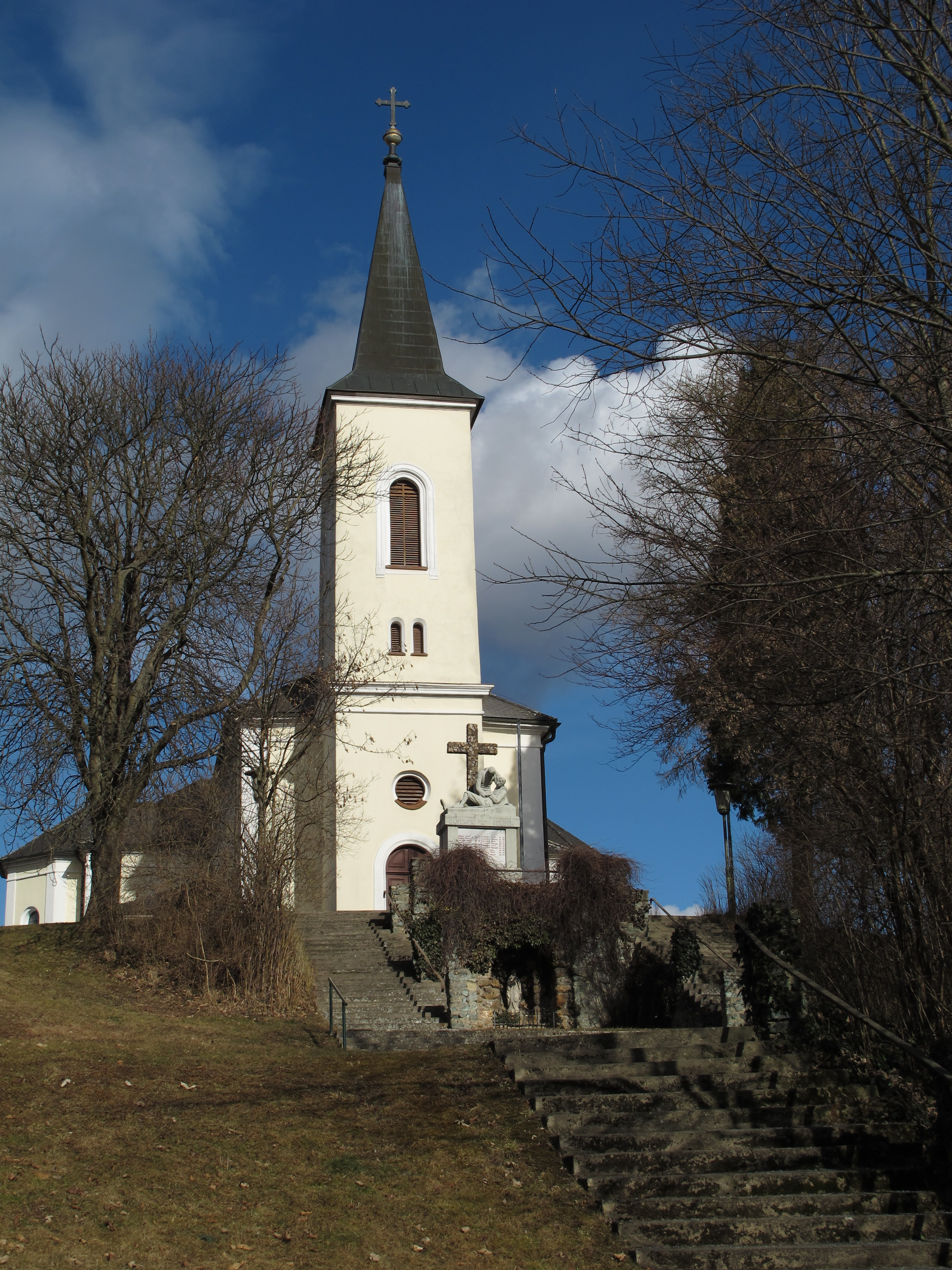
Pfarrkirche Kirchfidisch

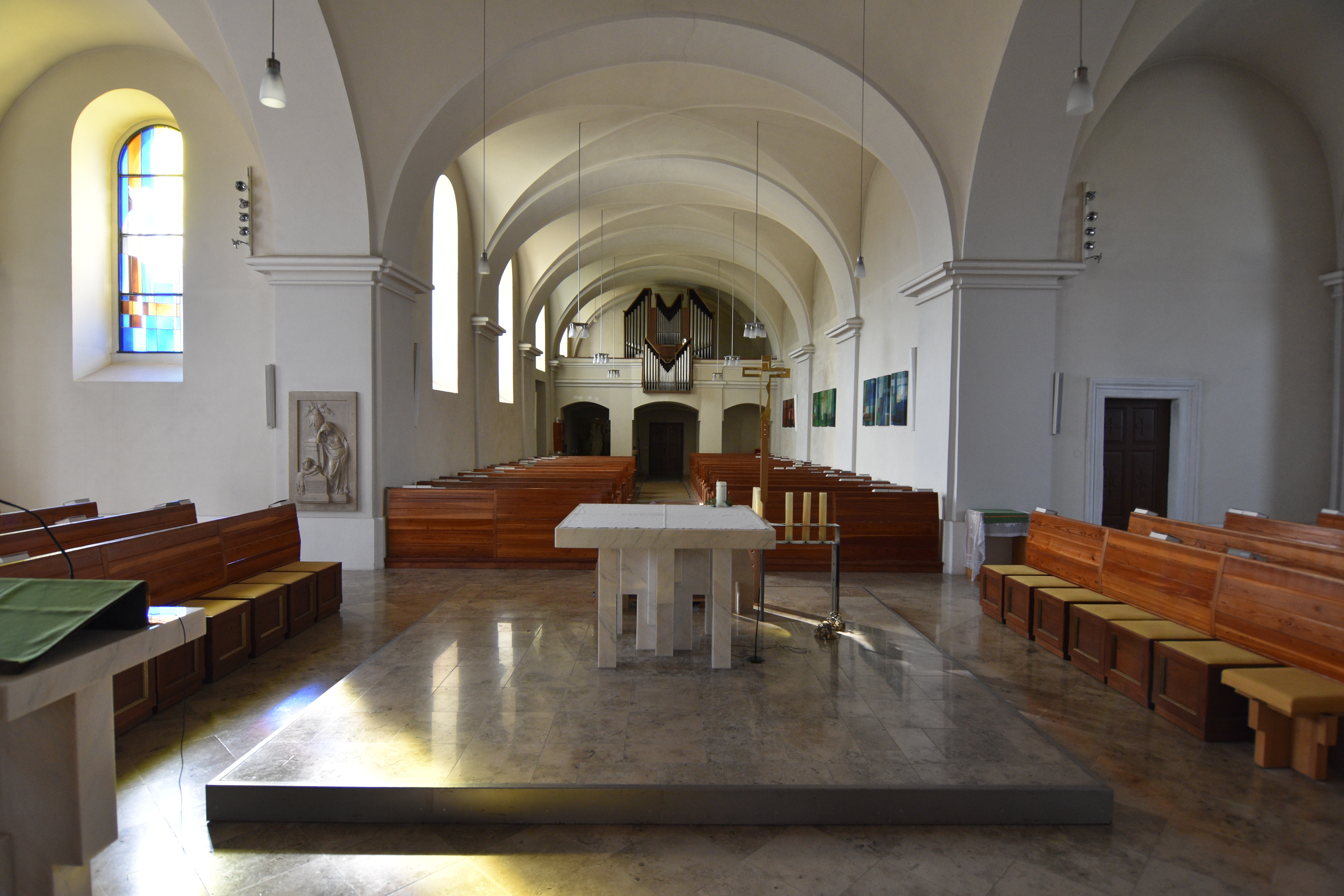
Der Innenraum der Kirche

Die römisch-katholische Pfarrkirche Hll. Petrus und Paulus steht in Kirchfidisch in der Gemeinde Kohfidisch im Burgenland. Sie ist den Heiligen Petrus und Paulus geweiht und gehört zum Dekanat Rechnitz.

## Geschichte
Die Kirche wurde in erhöhter Lage um 1740 erbaut. Um 1770 wurde ein Westturm angestellt. 1779 wurde die Kirche zur Pfarrkirche erhoben. 1868 wurde der Bau nach Osten erweitert. 

## Kirchenbau
Die Ausrichtung des Kirchengebäudes ist SW–NO. Das langgezogene Langhaus hat ein Schiff mit vier Jochen mit Kreuzgratgewölben zwischen Gurten und Pilastern. Vor der SW-Fassade ist der Kirchturm mit einem Spitzhelm angestellt. Im Nordosten wurde die Kirche mit zwei Querschiffarmen und einem Chor erweitert, mit je einer fünfseitig geschlossenen Apsis. Zu beiden Seiten des Chores sind Sakristeien angebaut.

## Einrichtung
Die neugotische Einrichtung stammt aus der zweiten Hälfte des 19. Jahrhunderts. Der Taufstein im rechten Seitenschiff mit Sockel, Säulenstumpf und Taufbecken ist aus dem 18. Jahrhundert, die Bekrönung aus der zweiten Hälfte des 19. Jahrhunderts. Die Holzstatuen der Heiligen Petrus und Paulus in den Chorapsisschrägen und der Heiligen Augustinus und Florian an der Querschiffostwand sind aus der Mitte des 18. Jahrhunderts. Am linken Triumphbogenpfeiler ist ein Grabstein von Graf Ludwig Erdődy († 1794) mit dem Relief einer trauernden weiblichen Gestalt, der aus der Schlosskapelle Kohfidisch hierher übertragen worden ist.
Die Orgel aus 1976 stammt von Orgelbau Kögler und weist 12 Register auf. 
Eine Glocke goss 1818 Andreas Haller aus Steinamanger. Die zweite Glocke goss Friedrich Seltenhofer aus Ödenburg 1880.